# Duchovní správce
Duchovní správce (latinsky in spiritualibus) farnosti je kněz, jemuž byla ordinářem (diecézním biskupem) svěřena duchovní správa dotyčné farnosti.
Může jím být:
- farář (popřípadě děkan, arciděkan nebo probošt)
- administrátor farnosti (nesídlí-li ve farnosti, jde o administrátora excurrendo)

Dříve bylo běžné, že v případě uvolnění úřadu duchovního správce byl ustanoven dočasný administrátor (administrator intercalaris, doslovně mezitímní správce) na dobu do ustanovení faráře (jímž pak mohl být ustanoven dotyčný administrátor nebo jiný kněz), tj. zpravidla jen na dobu několika měsíců. V současnosti je velká část duchovních správců jen administrátorem, nikoliv farářem své farnosti.